# La Nuit d'amour

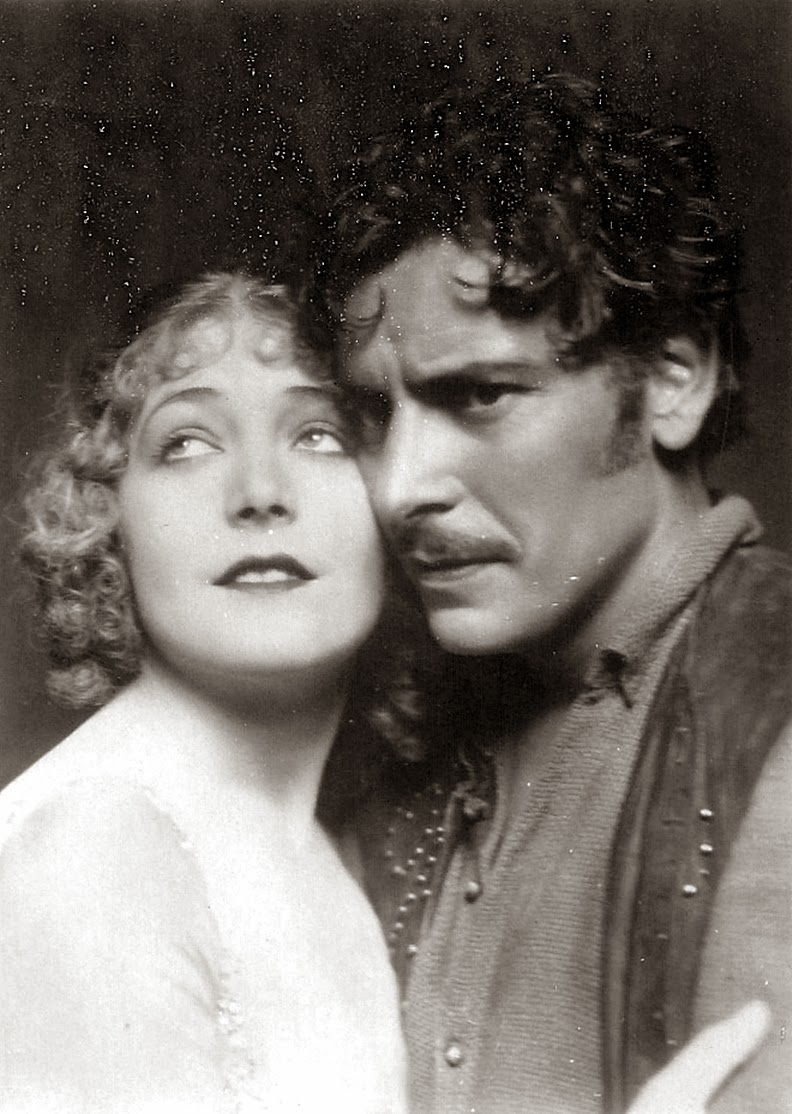
Vilma Bánky et Ronald Colman dans La Nuit d'amour.

La Nuit d'amour (The Night of Love) est un film américain réalisé par George Fitzmaurice et sorti en 1927.

## Fiche technique
- Titre : La Nuit d'amour
- Titre original : The Night of Love
- Réalisation : George Fitzmaurice
- Scénario : Lenore J. Coffee
- Production : Samuel Goldwyn
- Photographie : George Barnes, Thomas E. Brannigan
- Montage : Grant Whytock
- Distributeur : United Artists
- Durée : 89 minutes (8 bobines)[1]
- Date de sortie : 22 janvier 1927

## Distribution
- Ronald Colman : Montero
- Vilma Bánky : Princess Marie
- Montagu Love : Duke de la Garda
- Natalie Kingston : Donna Beatriz
- John George : Jester
- Bynunsky Hyman : Bandit
- Gibson Gowland : Bandit
- Laska Winter : Gypsy Bride
- Sally Rand : Gypsy Dancer
- William H. Tooker : l'ambassadeur d'Espagne
- Eugenie Besserer : Gypsy